# 国連難民高等弁務官事務所
国際連合難民高等弁務官事務所（こくさいれんごうなんみんこうとうべんむかんじむしょ、英称: The Office of the United Nations High Commissioner for Refugees、略称: UNHCRは、1950年12月14日に設立された、国際連合の難民問題に関する機関。経済社会理事会との連携関係にある専門機関から総会の補助機関に改組された。
国連難民高等弁務官は、1951年に採択された難民の地位に関する条約と1967年の議定書に基づく国際連合による難民や国内避難民の保護など、難民に関する諸問題の解決を任務としており、高等弁務官事務所は高等弁務官の活動の補佐を行う組織である。本部は、スイスのジュネーヴ(ジュネーブ)に置かれている。
前身は、連合国救済復興機関（英称: United Nations Relief and Rehabilitation Administration、略称: UNRRA、1943年 - 1948年）、そして、国際難民機関（英称: International Refugee Organization、略称: IRO、1946年 - 1952年）である。その活動が認められ、1954年、1981年にノーベル平和賞を受賞している。
2000年には、設立50周年記念事業として難民教育基金が設立された。アメリカ人女優のアンジェリーナ・ジョリーが2001年に親善大使、2012年に特使に任命されたことで注目を集めた。また、日本人ギタリストであるMIYAVIが、2017年11月に日本人として初めてのUNHCR親善大使に任命された。
2025年、アメリカの第2次トランプ政権が国連への拠出金を削減したことを契機に、国連は大規模な組織改革に着手。国際移住機関（IOM）などを統合して国連人道対応・保護機関（仮称）を新設する案が検討されている。

## 歴代国連難民高等弁務官
歴代の高等弁務官は、以下の通り。国連総会で選出され、任期5年。
| 代 | 高等弁務官 | 高等弁務官                                     | 任期              | 出身国         |
| -- | ---------- | ---------------------------------------------- | ----------------- | -------------- |
| 1  |            | ヘリット・ヤン・ファン・フーフェン・フトハルト | 1951年 - 1956年   | オランダ       |
| 2  |            | アウグスト・R・リント                          | 1956年 - 1960年   | スイス         |
| 3  |            | フェリックス・シュニーデル                     | 1960年 - 1965年   | スイス         |
| 4  |            | サドルッディーン・アーガー・ハーン             | 1965年 - 1977年   | イラン         |
| 5  |            | ポール・ハートリング                           | 1978年 - 1985年   | デンマーク     |
| 6  |            | ジャン＝ピエール・オッケ                       | 1986年 - 1989年   | スイス         |
| 7  |            | トールヴァル・ストルテンベルク                 | 1990年            | ノルウェー     |
| 8  |            | 緒方貞子                                       | 1991年 - 2000年   | 日本           |
| 9  |            | ルード・ルベルス                               | 2001年 - 2005年   | オランダ       |
| -  |            | ウェンディー・チェンバリン（代行）             | 2005年            | アメリカ合衆国 |
| 10 |            | アントニオ・グテーレス                         | 2005年 - 2015年   | ポルトガル     |
| 11 |            | フィリッポ・グランディ                         | 2016年 - （現職） | イタリア       |

## 日本における活動
日本には、 国連大学本部ビルから移転し、東京都港区南青山に駐日事務所がある。2020年4月20日以降の駐日代表は、オーストラリア人のカレン・ファルカスである。UNHCR駐日事務所は、日本にいる難民の支援・保護のため、日本政府や市民社会（NGO、法曹、学者等）と連携・協力し、それぞれの活動をサポートしている。個別の難民の支援において 難民支援協会（JAR）、日本弁護士連合会（日弁連）、日本国際社会事業団（ISSJ）などと連携している。アジア人初のメジャーリーガーであるマッシー村上こと村上雅則が国連難民親善アスリートに就任、チャリティーゴルフコンペ「マッシー村上杯」を開催するなど、日本国内での広報・募金活動拡大の支援をしている。
日本におけるUNHCRの公式支援窓口として、2000年10月に設立された特定非営利活動法人国連UNHCR協会がある。